# Mount Bergen
Mount Bergen är ett berg i Antarktis. Det ligger i Östantarktis. Nya Zeeland gör anspråk på området. Toppen på Mount Bergen är 2 110 meter över havet, eller 284 meter över den omgivande terrängen. Bredden vid basen är 10,8 km.
Terrängen runt Mount Bergen är varierad. Trakten är obefolkad. Det finns inga samhällen i närheten. 